# Ihor Turtschyn

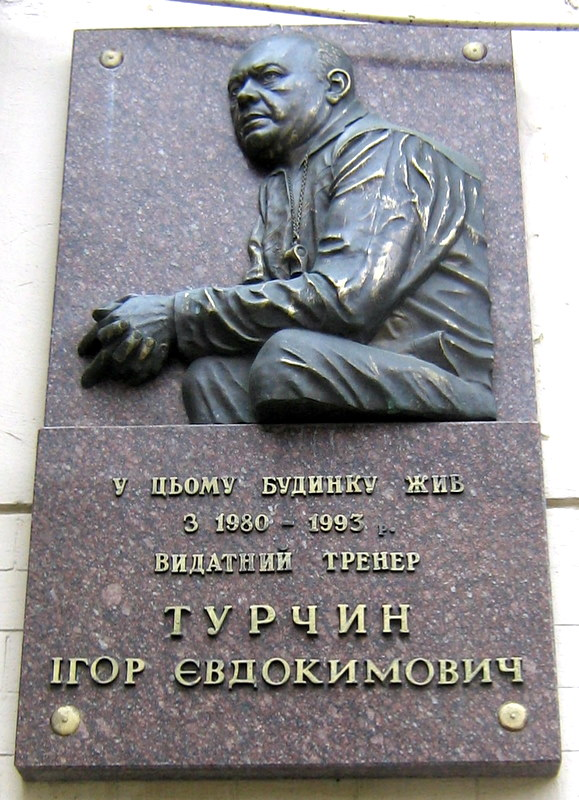
Eine Gedenktafel an dem Haus in der Lutheranska-Straße in Kiew, in dem Turchyn von 1980 bis 1993 lebte.

Ihor Jewdokymowytsch Turtschyn (ukrainisch Ігор Євдокимович Турчин, russisch Игорь Евдокимович Турчин Igor Jewdokimowitsch Turtschin; * 16. November 1936 in Sofijiwka, Oblast Odessa, Ukrainische SSR; † 7. November 1993 in Bukarest, Rumänien) war ein ukrainisch-sowjetischer Handballtrainer.

## Leben
Ihor Turtschyn absolvierte das Pädagogische Institut in Kamjanez-Podilskyj.
1959 begann er in Kiew mit einer Gruppe von Anfängerinnen Handball zu trainieren, aus denen sich 1962 die Mannschaft des Spartak Kiew gründete.
Diesen Verein trainierte und leitete er von 1962 bis 1993 und gewann mit ihm zwischen 1969 und 1988 20 mal die nationale Meisterschaft der UdSSR und 13 mal die EHF Champions League der Damen, womit der Verein in der Champions League der erfolgreichste Verein der Geschichte ist. Außerdem trainierte er die sowjetische Frauen-Handballnationalmannschaft, mit der er zweimal Handballweltmeister und zweimal Olympiasieger wurde. 1976 wurde er als bester Trainer der Welt ausgezeichnet. Für herausragende Leistungen im Sport sind er und seine Mannschaft im Guinness-Buch der Rekorde aufgeführt.
Turtschyn starb am 7. November 1993 in Bukarest während einer Spielpause gegen Rapid Bukarest an einem Herzinfarkt und wurde auf dem Berkowezkyj-Friedhof in Kiew beerdigt. Er war seit 1965 mit der Handballspielerin Sinajida Turtschyna verheiratet, die nach seinem Tod seine Nachfolge beim Spartak Kiew antrat. Aus der Ehe gingen ein Sohn (* 1983) und eine Tochter (* 1971) hervor.

## Sportliche Erfolge (Auswahl)

### Mit Verein

#### Europapokal der Landesmeister: Siege
1970, 1971, 1972, 1973, 1975, 1977, 1979, 1981, 1983, 1985, 1986, 1987, 1988

### Mit Nationalmannschaft

#### Handball-Weltmeisterschaft der Frauen
1973 Jugoslawien,
 1975 Sowjetunion,
 1978 Tschechoslowakei,
 1982 Ungarn,
 1986 Niederlande

#### Olympische Spiele
1976 Montreal,
 1980 Moskau,
 1988 Seoul

## Ehrungen
Turtschyn erhielt zahlreiche Ehrungen. Darunter:
- 1976, 1980 Orden des Roten Banners der Arbeit[2]
- 1971 Ehrenzeichen der Sowjetunion[2]
- Orden der Völkerfreundschaft[2]
- 1971 Verdienter Trainer der UdSSR[1]
- Verdienter Trainer der Ukrainischen SSR[1]
- In dem Film „To Win It All“ wird sein Lebenswerk dargestellt.[3][4]